# Мајстор Теодорик
Мајстор Теодорик, на латинском Magister Theodoricus (* пре 1328? − Праг, пре 8. марта 1381), активан око 1360. до 1380. године, најбоље је документован бохемијски готички сликар. Био је омиљени дворски сликар Карла IV, цара Светог римског царства  и први бохемијски сликар чије се име може повезати са делом. Теодорик се сматра главним представником фазе међународне готике познате као „меки стил“. Његово ремек-дело је капела Светог крста у Карловом ново-завршеном замку Карлштејн у близини Прага, која садржи велику серију портрета светаца и других значајних личности на златној позадини. Целокупна декорација капеле наручена је 1359. године и завршена током низа година. Декорација капеле Часног крста била је јединствена и невиђена северно од Алпа. Теодориков опус није упоредив ни са чим у европској уметности после средине 14. века (1360).

## Живот
У Праг је највероватније дошао из Рајнске области (радионица Вилијама Келнског?)  након студијског путовања у северну Италију 1350-их. Пујманова  наводи да су око 1309. године на двору Карла II Напуљског деловали вајар описан као „Магистер Теодорик из Алеманије“, који је могао да буде његов предак и његов брат – сликар Ђилето.  Период чекања на грађанска права у Прагу био је три године, и новопридошли није могао одмах да постане члан братства сликара. Датум уписа у списак прашког сликарског братства (Братство Светог Луке, основано 1346), где је описан као претпостављени („primus magister“) и као „malerius imperatoris“, је неизвестан. Раније се претпостављало да је то 1348. године, али је могуће да му је почасна функција понуђена тек када је 1360. урадио осликавање краљевске палате у Прашком дворцу.
Године 1359. помиње се као "malerius imperatoris" и власник куће у Храдчанима у Записима града Храдчана. Његова кућа се још једном помиње 1368. године (кућа бр. 185/IV изнад Úvoz-а на Храдчанском тргу. Између 1359. и 1367. радио је као водећи дворски сликар Карла IV у Прагу и замку Карлштејн. Цар је свог сликара и дворјанина назвао Pictor noster et familiaris. У посебном документу од 28. априла 1367. године Карло IV је потврдио да ће Теодориков двор и њиве у селу Моржина бити ослобођени свих пореза и других дажбина. Ова привилегија важила је и за Теодорикове наследнике и додељена је као признање за његово осликавање краљевске капеле у Карлштејну. Теодориков двор се поново помиње 1381. године, када је продат, у писму Вацлава IV. Микулаш Мендл из Јиловеа, отац златара Јорга, и златар Јан Ваченсер, продали су двор Здени, удовици Јешека Мраза из Лажевица. Овај документ је једини који потврђује Теодорикову смрт пре 8. марта 1381. године и указује да није оставио потомке.

## Рад
Теодориков магнум опус је збирка паноа и зидних слика насталих по наруџби Карла IV за капелу Светог крста у Карлштејну. Све заједно има 129 дела, све су слике светаца, пророка или анђела. Национална галерија у Прагу саопштила је да је „мало таквих на свету: сматрамо да није претерано рећи да су упоредиви са таквим уметничким споменицима и феноменима као што су Арена у Падови, цркве у Асизи или Ста, Кроче у Фиренци и папинска палата у Авињону“.
Познат по свом смелом и снажном стилу, сматра се централном фигуром у развоју бохемијске уметности. Као и многи други готички сликари, користио је веома светле боје и смеле линије које привлаче пажњу. Сликао је моћне фигуре у малим оквирима, испуњавајући гледаоца представом о монументалности. Познат по употреби светлости и рефлексије, створио је илузију бескрајног простора у свом раду дозвољавајући светлости да путује изван оквира. Историчари уметности се не слажу око неколико аспеката Теодорикове каријере. Један историчар је приметио да је Теодорик био „јединствени феномен” чија дела се не могу објаснити стилском еволуцијом, јер није било преседана за његово уметничко дело, што је навело да се верује да је можда био самоук. Други научник има супротно мишљење — да је на њега утицала и италијанска и француска савремена уметност.
Теодорик је наставио са радом свог претходника у служби Карла IV, мајстора Луксембуршке генеалогије, који је насликао декорацију царског замка-палате у Карлштејну и "реликвијалне сцене" у капели Богородице Марије између 1356. и 1357. Овај мајстор је био упознат са француско-фламанском уметношћу 1350, и донео је велике иновације у зидно сликарство у Бохемији. Неколико панелних слика приписаних Теодориковој радионици понављају типологију лица и образаца кретања у фигурама генеалогије. Према речима Хомолке, два тешко оштећена паноа светог Петра и Павла из капеле Светог крста могле су директно настати у радионици мајстора Луксембуршке генеалогије, јер је технологија њихових темељних слојева типичнија за зидно сликарство и чиме се значајно разликује од осталих слика.
Теодорикова радионица је између 1360. и 1365. године извела јединствено свеукупно украшавање капеле Часног крста у замку Карлштејн. Капела припада традицији раскошно украшених реликвијарних капела које укључују царску капелу у Константинопољу, Sancta Sanctorum у Латеранској палати у Риму или Сен Шапел у Паризу. Декорација се састоји од 129 (првобитно 130) паноа у четири реда, на којима су допојасне фигуре светитеља, светица и пророка који су представљали „Војску небеску“ која чува мошти које се чувају у капели. Неколико рамова за слике имало је мале отворе у које су се могли убацити реликвијари. Приказивање светитеља у капели Часног крста било је директно повезано са поштовањем њихових моштију. Присуство моштију Страдања Христовог је можда служило као гаранција да ће Христос по повратку сићи у капелу.
Стилизацијом фигура, напуштањем готичког линеарног стила и моделовањем лица и драперије светлошћу и сенком, Теодорикове слике превазилазе претходни уметнички стил. Јасно је да је био упознат са француским grisaille сликарством. Слике се могу приписати Теодорику на основу анализе доњих цртежа и поређења извођења слике. Теодорику су приписани цртежи композиција, детаљи лица и драперије, као и целокупна довршеност најзначајнијих портрета у капели Часног крста. Теодориков цртеж кистом на главама слика је деликатан и чврст. На драперијама је јак и енергичан и преклапа се са оквиром.
Проучавање типологије глава показало је да су облик главе и детаљи лица, односно очи, нос, у великом броју случајева потпуно идентични, као да су настали прецртавањем. Ипак, неки од ликова светаца привлаче пажњу посматрача својим истакнутим, наизглед индивидуализованим цртама и психологизованим изразима, који антиципирају портретно сликарство 15. века. Портрет светог Јеванђелисте Луке би могао бити чак и аутопортрет самог Теодорика.
Специјализовани мајстори су обављали низ споредних послова као што су припрема паноа, пластичне декорације и златарски елементи. Нема података о сликарима који су били запослени у Теодориковој радионици, али их је морало бити неколико, судећи по обиму наруџбине и кратком року извођења, као и по констатованим врстама доњих цртежа, што потврђује и инфрацрвена рефлектографија. Неки историчари уметности чак претпостављају да је у питању било неколико мајстора и њихових сарадника у радионицама.
У капели Часног крста налазе се два места која сведоче о супротстављању различитих сликарских стилова. Налазе се у савршено изведеним припремним цртежима на олтарском зиду који се потом понављају у једноставнијој форми или у доњим цртежима слика. Теодориков претходник, мајстор Луксембуршке генеалогије, по свој прилици, креирао је нацртане цртеже на зиду капеле Светог крста. Теодорик је вероватно осмислио концепт целе капеле око 1360. године, успостављајући композицију и палету свих слика. Његов препознатљив стил сликања може се идентификовати у неколико портрета пророка, краљева и витезова који су део целокупне серије.
Иновације у виду сликаних мртвих природа јављају се у паноима Црквених отаца који потичу из Теодорикове радионице (Свети Августин, Свети Амброзије, Свети Гргур). Очигледно направљене од стране другог талентованог уметника, ове слике се истичу својим необичним степеном реализма, просторним дизајном мртвих природа и софистицираном шемом боја. Овим квалитетима антиципирају развој сликарства који напредује ка раном 15. веку и северноевропској ренесанси.
Мајстор Бертрам, који је касније био активан у Хамбургу, очигледно је радио у Теодориковој радионици. Из Теодорикове радионице највероватније је изашао и мајстор Требонског олтара и уметник који је осликао Заветни пано Јана Очка од Влашима. По својој технологији и композицији, мурал Поклонство три краља у саксонској капели катедрале Светог Вида сличан је Теодориковим сликама. Према Хомолки, илуминатори Библија, поглавља А2 и А3, имали су много заједничког са Теодориком или су изашли из његове радионице. Иако међународни готички „меки стил” није имао директних наследника, контекст саме радионице утицао је на наредне генерације бохемијских готичких сликара.

### Техника Теодориковог осликавања паноа
Припрема панела (буково дрво), укључујући двослојну подлогу од силицијума и креде, идентична је пракси у Француској и Немачкој, али се не појављује у Италији. Припремни црни доњи цртеж у четкици је линеаран и на местима веома детаљан. У завршној слици, међутим, нађена су бројна одступања, на пример у положају руку. Припремни цртеж је прекривен слојем оловне беле боје на бази уља. Овај слој такође рефлектује дифузну светлост која пада на њега кроз прозирне слојеве лазура и сија кроз најгорње делове драперије. Сама слика је изведена јајчаним темперама наизменично са слојевима уља. Уљна база је омогућила како слагање контрастних слојева боја, тако и постепено моделирање запремине. Теодориково сликарство карактерише наношење полу-лазурних слојева уз помоћ споро-сушеће уљне (могуће орахове) подлоге која је омогућила сликање мокро-на-мокро. У меснатим тоновима, влажна уљна база омогућава моделовање глатких прелаза у један слој додавањем пигмента alla prima (Карло Велики).

Било је неопходно да други специјализовани уметници, који су креирали сложен систем украса, сарађују на коначној форми слика. То је укључивало рељефну декорацију позадине и рама слика (pastiglia), лепљену пластичну декорацију, мале златарске апликације ливене од калаја и олова у калупе, позлату позадине и златарске производе као, на пример, причвршћене крстове за панел са сребрним ексерима.
- Свети Лука, Национална галерија у Прагу
- Матеј Јеванђелиста, Национална галерија у Прагу
- Екатарина Александријска, Национална галерија у Прагу
- Карло Велики, Национална галерија у Прагу
- Свети Луј IX
- Јероним, Капела Часног Крста, Карлштејн
- Свети Симон, Капела Часног Крста
- Свети Маврикије, Капела Часног Крста, Карлштејн
- Апостол Тадеј, Капела Часног Крста, Карлштејн
- Папа Гргур I, Национална галерија Праг

### Зидне слике у капели Часног крста у замку Карлштејн
Зидне слике у капели Светог Крста приказују апокалиптичко пророчанство - ишчекивање Другог Христовог доласка на Судњи дан. Зидови један наспрам другог на сводовима прозорских ниша капеле приписани су мајстору Теодорику и његовој радионици. Драперију фигура карактерише меко моделовање светлости. Са својим пригушеним тоновима боја, има афинитет према методи сликања grisaille. Лица су блиско повезана са неколико Теодорикових панелних слика и више пута имају карактеристичан мотив косе и бркова увијених у појединачне праменове. Слика је украшена позлаћеним рељефним украсима, а позадине сцена су испуњене златним пластичним облицима звезда.

#### Апокалиптични Бог у мандорли окружен је хоровима анђела (западна ниша)
Шема боја слике је прилагођена супротном зиду који приказује Поклонство двадесет четири старца (дванаест пророка и дванаест апостола, или 24 светска владара) које се приписује мајстору Луксембуршке генеалогије. Монументална слика Бога изведена је у стилу grisaille. У руци Бог држи седам звезда и књигу изнад које виси седам свећњака.

#### Благовештење Богородице (североисточна ниша, северни свод)
Високим квалитетом извођења, сцена Благовести има много заједничког са најнапреднијим техникама коришћеним у паноима Теодорикове радионице (Свети Амброзије). Крила арханђела Гаврила су направљена од трака од лима украшених лазурним сликарством и позлаћеном пластичном декорацијом. Простор продубљује полигонална готичка архитектура катедрале и дијагонални штанд за читање.

#### Поклонство три краља (североисточна ниша, јужни свод)
Највећа и најбоље очувана слика приказује свету породицу у колиби са животињама и три краља који носе дарове. Висок уметнички квалитет извођења, специфична типологија лица и сликарски стил сведоче о мајстору Теодорику као уметнику овог дела. Сликарство карактерише пре свега пажљиво извођење детаља (лик Богомладенца, праменови бркова и косе, плетена ограда, пластично изведена царска круна и фини дарови). Фигура трећег краља, која се сматра криптопортретом Карла IV, прва је таква појава монарха у европској уметности.

#### Сусрет Христа са Маријом Магдаленом и Мартом/Помазање Христово у Симоновом дому (југоисточна ниша, северни свод)
Слике су тешко оштећене, али моделовање одеће, типологија лица и извођење руку имају уско повезане парњаке на паноима мајстора Теодорика.

#### Васкрсење Лазарево/Noli me tangere (југоисточна ниша, јужни свод)
Богата композиција са пејзажном сценографијом у позадини је тешко оштећена, међутим бројне сличне формалне аналогије сврставају је уз зидне слике мајстора Теодорика у капели Часног крста.

### Књиге и поглавља
- Barbara Drake Boehm, Jiří Fajt, Prague, The Crown of Bohemia, 1347-1437, 384 pp., Metropolitan Museum of Art Series. . 2005. ISBN 978-0300111385. Недостаје или је празан параметар |title= (помоћ)
- Jiri Fajt (ed.), Magister Theodoricus, Court Painter to Emperor Charles IV : The Pictorial Decoration of the Shrines at Karlstejn Castle, 549 pages, National Gallery Publications. . 1998. ISBN 9788070351604. Недостаје или је празан параметар |title= (помоћ)
- Hana Hlaváčková, The drawings on the walls of the Chapel of the Holy Cross in the Great tower, in: Jiri Fajt (ed.), Magister Theodoricus, Court Painter to Emperor Charles IV : The Pictorial Decoration of the Shrines at Karlstejn Castle, 1998
- Hana Blochová, The medieval art techniques of the painted decoration of Karlštejn, in: Jiri Fajt (ed.), Magister Theodoricus, Court Painter to Emperor Charles IV : The Pictorial Decoration of the Shrines at Karlstejn Castle, 1998, pp. 528–538
- Jaromír Homolka, Painters and workshops involved in the pictorial decoration of the Chapel of the Holy Cross besides Master theodoric, in: Jiri Fajt (ed.), Magister Theodoricus, Court Painter to Emperor Charles IV : The Pictorial Decoration of the Shrines at Karlstejn Castle, 1998, pp. 278–295
- Gerhard Schmidt, Karlstein, in: K.M. Swoboda (ed.), Gothic in Böhmen, Munich 1969
- Vlasta Dvořáková, Master Theodoric, Odeon Prague 1967
- Antonín Friedl, Magister Theodoricus. Das Problem seiner malerischen Form, Artia Praha 1956

### Чланци
- Mojmír Hamsík, Master Theodoric's Painting Technique ant its Origin, Technologia Artis 2, 1992 on line Архивирано на веб-сајту  (11. август 2022)
- Vratislav Nejedlý, The Fate of the Chapel of the Holy Rood at Karlštejn Castle in the Light of Written Sources, Technologia Artis 2, 1992 on line Архивирано на веб-сајту  (11. август 2022)
- Zora Grohmannová, Master Theodoric's Paintings on Wood and their Restoration by the National Gallery, Bulletin of the National gallery 1, 1991
- Zora Grohmannová, Master Theodoric - The Crucifixion, Technologia Artis 2, 1992 on line Архивирано на веб-сајту  (11. август 2022)
- Radana Hamsíková, Master Theodoric - St Claire, Technologia Artis 2, 1992 on line Архивирано на веб-сајту  (11. август 2022)
- Mojmír Hamsík, Pastiglia - Origin and Their Technical History, Technologia Artis 2, 1992 on line Архивирано на веб-сајту  (11. август 2022)
- Věra Frömlová, Preliminary Findings on the Historical Repairs to the Pictures, Technologia Artis 2, 1992 on line Архивирано на веб-сајту  (11. август 2022)
- Jindřich Tomek, Dorothea Pechová, Analysis of the Wall Paintings in the Holy Rood Chapel at Karlštejn Castle, Technologia Artis 2, 1992 on line Архивирано на веб-сајту  (11. август 2022)
- Jiří Třeštík, Figural Drawings in the Holy Rood Chapel, found under the panel Paintings, and New Discoveries, Technologia Artis 2, 1992 on line Архивирано на веб-сајту  (11. август 2022)
- Mojmír Hamsík, Jindřich Tomek, Technical Parallels between the 14. Century Mural and Panel paintings, Technologia Artis 2, 1992 on line Архивирано на веб-сајту  (11. август 2022)
- Hana Kohlová, Further Results of the Investigation on Theodoric's Paintings, Technologia Artis 2, 1992 on line Архивирано на веб-сајту  (11. август 2022)
- Radana Hamsíková, Master Theodoric's Preparatory Drawings, Technologia Artis 2, 1992 on line Архивирано на веб-сајту  (11. август 2022)
- Radana Hamsíková, Theodoric's Workshop Practice: Composition and Form Patterns, Technologia Artis 3, 1993 on line Архивирано на веб-сајту  (11. август 2022)
- Hana Blochová, Relief Decoration in Czech Painting of the 14th Century, Technologia Artis 3, 1993 on line Архивирано на веб-сајту  (11. август 2022)

### Оатало (чешки )
- Jiří Fajt (ed.), Magister Theodoricus, dvorní malíř císaře Karla IV., 621 s., Národní galerie v Praze. . 1997. ISBN 80-7035-142-X. Недостаје или је празан параметар |title= (помоћ)
- Jaromír Homolka, Malíři a dílny pracující na výzdobě kaple sv. Kříže vedle Mistra Theodorika, s. 350–368, in: Jiří Fajt (ed.), Magister Theodoricus, dvorní malíř císaře Karla IV., Národní galerie v Praze 1997
- Hana Hlaváčková, Kresby na stěnách v kapli sv. Kříže ve Velké věži, s. 270–279, in: Jiří Fajt (ed.), Magister Theodoricus, dvorní malíř císaře Karla IV., Národní galerie v Praze 1997
- Jiří Fajt, Hana Hlaváčková, Jaromír Homolka, Jan Royt, Katalog kreseb na omítce a nástěnných maleb v kapli sv. Kříže, s. 547–577, in: Jiří Fajt (ed.), Magister Theodoricus, dvorní malíř císaře Karla IV., Národní galerie v Praze 1997
- Mojmír Hamsík, Mistr Theodorik. Technologie malby a její historické souvislosti, s. 578–579, in: Jiří Fajt (ed.), Magister Theodoricus, dvorní malíř císaře Karla IV., Národní galerie v Praze 1997
- Hana Blochová, Výtvarné technologie a výzdoba kaple sv. Kříže, s. 600–610, in: Jiří Fajt (ed.), Magister Theodoricus, dvorní malíř císaře Karla IV., Národní galerie v Praze 1997
- Pujmanová Olga, Umění doby Karla IV. a jeho vztahy k Neapoli, s. 217–240, in: Mezinárodní vědecká konference: Doba Karla IV. v dějinách národů ČSSR, Univerzita Karlova, Praha 1982
- Karel Stejskal, Umění na dvoře Karla IV., Artia Praha 1978
- Albert Kutal, České gotické umění, Obelisk Praha 1972
- Vlasta Dvořáková et al. Mistr Theodorik, SNKLU Praha 1967
- Vlasta Dvořáková, Dobroslava Menclová, Karlštejn, Státní nakladatelství krásné literatury a umění, Praha 1965